# Kohlengrus

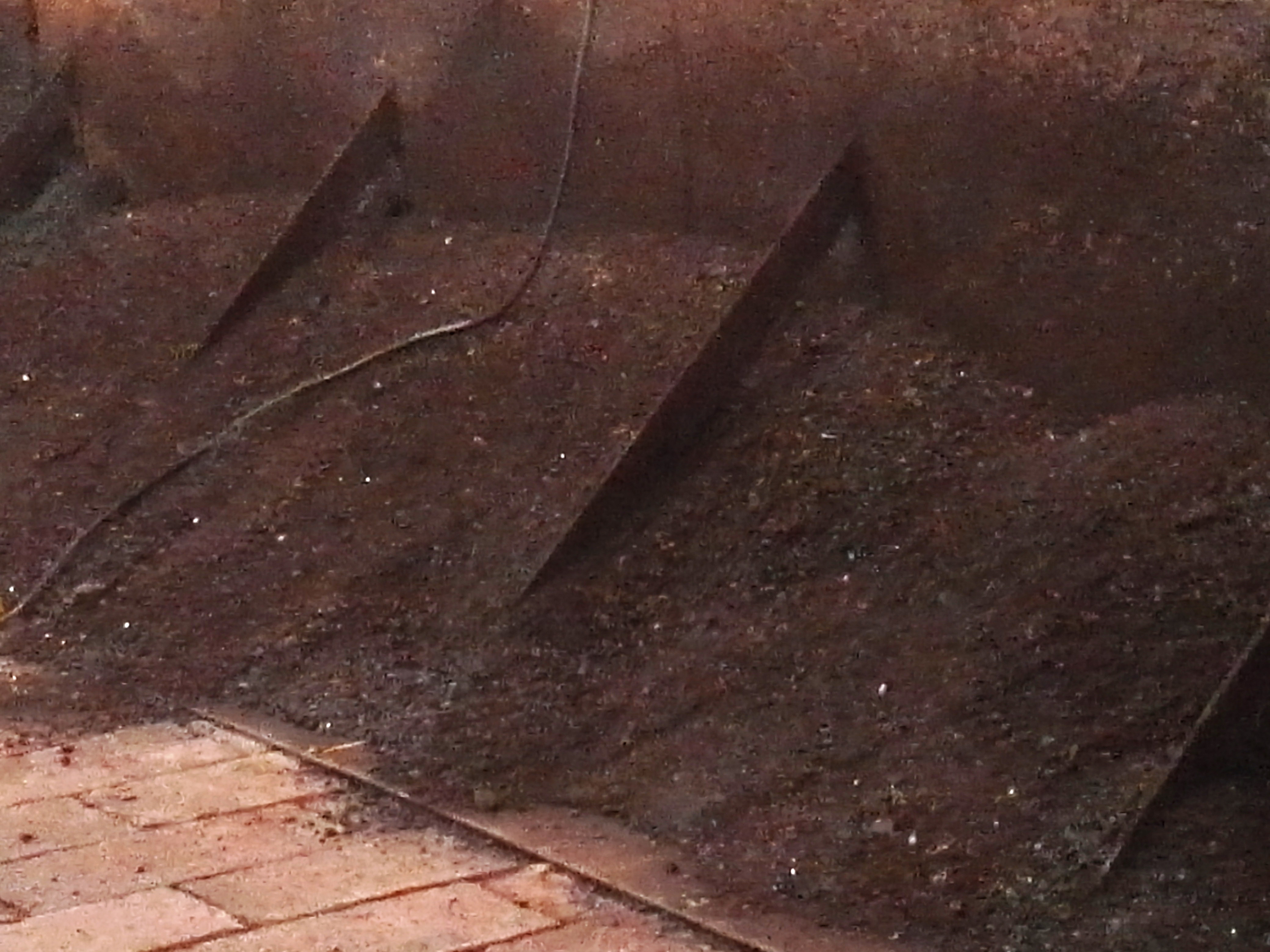
Kohlengrus im Ziegeleimuseum Lage (Kreis Lippe)

Als Kohle(n)grus oder Kohle(n)klein bezeichnet man bei der Kohleförderung kleine, eckig-kantige, unregelmäßige Kohlestückchen, die bei der Förderung und beim Transport der Kohle vom Kohlegestein absplittern und abbrechen. In früheren Zeiten war Kohlengrus für die Verbrennung ungeeignet und verblieb meistens in den Streben; erst durch das Verfahren der Brikettierung konnte der ansonsten unerwünschte Kohlengrus wirtschaftlich genutzt werden.  Ein Vorläufer der industriellen Brikettierung war die Herstellung von Klütten.
Die Bezeichnung „Grus“ steht allgemein für eine lockere mittelkörnige Substanz (wortverwandt mit Grieß, Grütze und dem englischen grit) und findet sich auch in dem Wort Verwitterungsgrus. Letztgenannter hat mit Kohlengrus jedoch nichts zu tun, sondern entsteht durch den Zerfall von Granitgestein.